# 薩克森-威瑪

薩克森-威瑪（德語：Sachsen-Weimar），德國歷史上的一個公國，屬於韋廷家族恩斯特系諸邦國的成員，存在時間為1572年至1809年。

## 公爵列表
1. 約翰·威廉，1572年至1573年在位
2. 腓特烈·威廉一世，1573年至1602年在位
3. 約翰二世，1602年至1605年在位
4. 約翰·恩斯特一世，1605年至1620年在位
5. 威廉，1620年至1662年在位
6. 約翰·恩斯特二世，1662年至1683年在位
7. 威廉·恩斯特，1683年至1728年在位
8. 恩斯特·奧古斯特，1728年至1741年在位